# Saint-Maurice-sur-Moselle
Saint-Maurice-sur-Moselle là một xã thuộc tỉnh Vosges trong vùng Grand Est miền đông bắc nước Pháp.